# ふゆの春秋
ふゆの 春秋（ふゆの はるあき）は、日本のイラストレーターである。

## 作品リスト

### イラスト
- KEIYA『最終考察 うみねこのなく頃にシリーズ』（アスキー・メディアワークス） - 表紙絵
- 柴村仁『ぜふぁがるど』（電撃文庫） - 挿絵
- 土屋つかさ『放課後の魔術師』シリーズ（角川スニーカー文庫） - 挿絵
- 「四季（夏）」（ガンガンONLINE　2009年1月15日）
- 久遠馨『GIMMICK 死神の影武者』（一迅社文庫） - 挿絵
- 白川敏行『はるかかなたの年代記』シリーズ（スーパーダッシュ文庫） - 挿絵
- 機本伸司『スペースプローブ』（ハヤカワ文庫） - 挿絵
- 『制服少女、銃器』 - （電撃マオウ　2010年11月号－2012年10月号）※画集『制服少女、銃器 ARTWORKS』に加筆修正の上収録
- 西村悠『妄想ジョナさん。』（メディアワークス文庫） - 表紙
- 直井章『桜色の春をこえて』（電撃文庫） - 挿絵
- 佐藤義典『新人OL、つぶれかけの会社をまかされる』（青春新書 PLAY BOOKS） - 挿絵
- 佐藤義典『新人OL、社長になって会社を立て直す』（青春新書 PLAY BOOKS） - 挿絵
- 虎ゐ春人『シュラキ - The Last Dance』（E☆2スナックノベルス） - 表紙絵
- 土橋真二郎『楽園島からの脱出』シリーズ（電撃文庫） - 挿絵
- 『ガン&ガール イラストレイテッド 米軍現用銃火器編（MC☆あくしずMOOK）』（イカロス出版） - 表紙・ピンナップイラスト
- 深見真『僕の学校の暗殺部』シリーズ（ファミ通文庫） - 挿絵
- 池田朝佳『セブンスホールの魔女』シリーズ（ガガガ文庫） - 挿絵
- 『イラストでまなぶ! 世界の特殊部隊 アメリカ編』（ホビージャパン） - イラスト
- 仙波ユウスケ『ハロー・ワールド』シリーズ（講談社ラノベ文庫） - 挿絵
- 雪野静『諸刃のヴェセル』（スーパーダッシュ文庫） - 挿絵
- 細音啓『世界の終わりの世界録』シリーズ（MF文庫J） - 挿絵
- 竹宮ゆゆこ『知らない映画のサントラを聴く』（新潮文庫nex） - 表紙
- 海羽超史郎『バベロニカ・トライアル』（電撃文庫） - 挿絵
- マデリン・アシュビー『vN』（新☆ハヤカワ・SF・シリーズ） - 表紙絵
- 宮下恵茉『運命の恋』（オトナヘNovel） - 挿絵
- 野村美月『ＳとＳの不埒な同盟』（ダッシュエックス文庫） - 挿絵
- 『ガン&ガール イラストレイテッド 第二次大戦枢軸国編 （MC☆あくしずMOOK）』（イカロス出版） - 表紙
- 文野はじめ『選べなかった君を選ぶ [茜音の想い]（ノベライドル）』（ディスカヴァー・トゥエンティワン） - 挿絵
- 文野はじめ『選べなかった君を選ぶ [蒼生の決断]（ノベライドル）』（ディスカヴァー・トゥエンティワン） - 挿絵
- 『イングレス エージェント・ストーリーズ』（星海社FICTIONS） - 挿絵

### 漫画
- 南北生徒会戦争（季刊GELATIN2010ふゆ）
- フォントマスター（季刊GELATIN2010はる）※画集『トウカセカイ』に収録
- 水泳部きらきら（季刊GELATIN2010なつ）
- 水彩少女（前編：季刊GELATIN2011ふゆ 中編：季刊GELATIN2011はる 後編：なつひめ2011 SUMMER ）※画集『トウカセカイ』に収録

### ゲーム
- こくはく（サウンド・ウィング） - キャラクターデザイン、原画
- Goes!（プチレーヴ） - キャラクターデザイン
- ミンナノウタ（めろめろキュート） - 劇中劇「空と海の間に」イラスト

### 単行本

#### 画集
- トウカセカイ　ワニマガジン刊 ISBN 978-4862692047　2012年
- 制服少女、銃器 ARTWORKS　アスキー・メディアワークス刊 ISBN 978-4048913034　2013年

#### イラスト参考書
- CLIP STUDIO PAINT PRO イラストレーションテクニック　ビー・エヌ・エヌ新社 ISBN 978-4861008368　2012年
- 同人マンガ 一気に目をひくカバーデザイン　玄光社刊 ISBN 978-4768305805　2014年

### その他
- 温泉むすめ（温泉津佐間（キャラ原案））